# Unterseeboot UB-52
Pour les autres navires du même nom, voir Unterseeboot 52.
L'Unterseeboot UB-52 est un sous-marin (U-Boot) allemand de type UB III utilisé par la Kaiserliche Marine pendant la Première Guerre mondiale. Il est mis en service dans la flottille de Pola de la marine impériale allemande le 9 août 1917. 
Il opéra dans le cadre de la flottille de Pola basée à Cattaro. L'UB-52 a été coulé corps et biens le 23 mai 1918, à (41° 36′ N, 18° 52′ E, par une torpille du sous-marin britannique HMS H4 patrouillant sur le barrage d'Otrante à l’extrémité sud de la mer Adriatique.

## Conception
Comme tous les sous-marins de type UB III, l'UB-52 avait un déplacement de 516 tonnes en surface et de 651 tonnes en immersion. Ses moteurs lui permettaient de naviguer à 13,6 nœuds (25,2 km/h) en surface et à 8 nœuds (15 km/h) en immersion. Il avait une autonomie de 9040 milles marins (16740 km) à sa vitesse de croisière. L'UB-52 transportait 10 torpilles et était armé d’un canon de pont de 8,8 cm. L'UB-52 avait un équipage pouvant compter jusqu’à 3 officiers et 31 hommes. 

## Carrière
L'UB-52 a été commandé par le GIN le 20 mai 1916. Il a été construit par Blohm & Voss à Hambourg. Après un peu moins d’un an de construction, a été lancé à Hambourg le 8 mars 1917. L'UB-52 a été mis en service plus tard la même année sous le commandement de l'Oberleutnant zur See Otto Launburg.

## Affectations
- Flottille Mittelmeer / Mittelmeer I : du 13 octobre 1917 au 23 mai 1918

## Commandants
- Oberleutnant zur See Otto Launburg : du 9 août 1917 au 23 mai 1918

## Navires coulés
| Date            | Nom                  | Nationalité    | Tonnage | Destin.   |
| --------------- | -------------------- | -------------- | ------- | --------- |
| 30 janvier 1918 | Empress Ekaterina II | Empire russe   | 5545    | Coulé     |
| 1 février 1918  | La Dives             | France         | 2108    | Coulé     |
| 4 février 1918  | Maid of Harlech      | United Kingdom | 315     | Coulé     |
| 4 février 1918  | Sardinia             | United Kingdom | 6580    | Endommagé |
| 5 février 1918  | HMS Rosina Ferrara   | Royal Navy     | 227     | Endommagé |
| 9 février 1918  | Antenor              | United Kingdom | 5319    | Endommagé |
| 18 février 1918 | Basque               | France         | 3261    | Endommagé |
| 20 février 1918 | Balgray              | United Kingdom | 3603    | Coulé     |
| 20 février 1918 | Zeno                 | United Kingdom | 2890    | Coulé     |
| 17 mars 1918    | Ivydene              | United Kingdom | 3541    | Coulé     |
| 18 mars 1918    | John H. Barry        | United Kingdom | 3083    | Coulé     |
| 18 mars 1918    | Saldanha             | United Kingdom | 4594    | Coulé     |
| 4 avril 1918    | Sincerita            | Italie         | 1722    | Coulé     |
| 2 mai 1918      | Flawyl               | United Kingdom | 3592    | Coulé     |
| 9 mai 1918      | Atlantique           | France         | 6479    | Endommagé |
| 11 mai 1918     | Suzette Fraissinet   | France         | 2288    | Coulé     |
| 12 mai 1918     | Omrah                | United Kingdom | 8130    | Coulé     |
| 18 mai 1918     | Media                | United Kingdom | 5437    | Endommagé |